# Lista de programas especiais da Record
Esta página contém todas os especiais de fim de ano da Record. Não é seguida pelo nome Especiais de Fim de Ano, pois nos últimos anos havia especiais sendo exibidos no início do ano e há especiais de vários episódios, que começam em dezembro e terminam em janeiro do ano seguinte.

## Especiais fixos

### Hoje em Dia Especial de Natal
Hoje em Dia Especial de Natal, é um especial do programa Hoje em Dia que ocorre na véspera de Natal, com o amigo secreto entre artistas da emissora.

### Especial Record de Literatura
Inicialmente foi chamado de 200 Anos de História com adaptações de contos literários dos escritores Machado de Assis, em homenagem aos 100 anos de sua morte, e Guimarães Rosa, em homenagem aos 100 anos de seu nascimento. O primeiro episódio foi exibido em 29 de dezembro de 2008 com as adaptações do conto Os Óculos de Pedro Antão e do romance Grande Sertão: Veredas A partir de 2009, mudou o nome para Especial Record de Literatura.

### Retrospectiva
Retrospectiva é um especial de fim de ano do Câmera Record, na Record, onde se mostra tudo o que marcou o ano que se encerra. Estreou com o nome de Repórter Record - Retrospectiva, somente em 2007, ganhou a denominação atual. É um programa de caráter jornalístico que apresenta uma seleção dos acontecimentos mais marcantes do ano.

## 2007

### Louca Família
Louca Família é um programa de televisão brasileiro da Record, foi exibido como especial de Natal nos dias 20 de dezembro de 2007 e 22 de dezembro de 2008.
Sinopse
A véspera do Natal teria tudo para ser igual à de todos os outros anos: Argélia cozinhando; seu marido, o aposentado Egídio (Rogério Fróes), vendo futebol na tevê; a empregada Cleonice (Cristina Pereira) com sua obsessão pelas coisas nos lugares certos; e o filho do casal, Tola (Tom Cavalcante), malandro e folgado, que vive só de golpes. Tudo muda quando o afilhado de Argélia, o viciado em jogatina Devair, resolve vir do interior passar uns tempos na casa da madrinha juntamente com a esposa Alcina e as filhas, a insegura Soraia e a convencida Rita, além do noivo da última, Zito. A chegada dos visitantes coincide com mais uma confusão armada por Tola, que para despistar os agiotas, se disfarça de sua falsa noiva, Beth Lollipop, que ironicamente acaba atraindo Zito.
Elenco
| Ator               | Personagem                                      |
| ------------------ | ----------------------------------------------- |
| Tom Cavalcante     | Jessildo Vicente Coutinho (Tóia) / Beth Lolipop |
| André Segatti      | Zito                                            |
| Denise Del Vecchio | Argélia Coutinho                                |
| Rogério Fróes      | Egídio Coutinho                                 |
| André Mattos       | Devair Gomes                                    |
| Angelina Muniz     | Alcina Gomes                                    |
| Cristina Pereira   | Cleonice                                        |
| Karina Bacchi      | Rita Gomes                                      |
| Natália Rodrigues  | Soraia Gomes                                    |

## 2008

### Especial Aprendiz
O programa Especial Aprendiz, exibido no dia 1 de dezembro de 2008, garantiria ao vencedor a participação como candidato de Aprendiz 6 - Universitário. A estudante Maytê de Carvalho Soares venceu o programa e também foi premiada com um carro.

### Beleza na comunidade Brasil
Beleza na comunidade Brasil foi um especial de fim de ano da Record que teve como objetivo a escolha de uma nova top-model brasileira nas comunidades carentes, reunindo finalista de todos os estados brasileiros selecionadas pelo programa Hoje em dia.

### As Dez mais Sertanejas
As Dez mais Sertanejas foi um especial de fim de ano da Record que escolheu as dez melhores músicas sertanejas de todos os tempos no Brasil.  

### Repórter Record Especial 55 anos
Repórter Record Especial 55 anos, foi uma edição especial do extinto Repórter Record em comemoração aos 55 anos da emissora.

### RBD: O Adeus
Em 13 de dezembro de 2008, foi transmitido pela Record um especial do show do grupo mexicano RBD realizado em novembro do mesmo ano em São Paulo. Em 2009, o especial foi lançado em DVD sob o título Tournée do Adeus.

## 2009

### Mestres do Ilusionismo
Mestres do Ilusionismo é um especial de fim de ano exibido pela Record, no dia 7 de dezembro de 2009 as 23h30 apresentado pela cantora, atriz e apresentadora Kelly Key. O programa mostrou números de ilusionismo feito por mágicos estrangeiros, Criss Angel, o Mágico dos Mágicos (Mister M), Margô e Michael Grandinetti.

## 2010

### Balada, Baladão
Balada, Baladão é um especial de fim de ano da Record, criado, roteirizado e atuado protagonicamente por André Mattos, junto aos roteiristas Moisés Bittencourt e Emílio Boechat. A direção é de Edson Spinello.
Elenco
| Ator                 | Personagem             |
| -------------------- | ---------------------- |
| André Mattos         | Balada Baladão         |
| Emilio Dantas        | Enfermeiro             |
| Bemvindo Sequeira    | Médico                 |
| Castrinho            | Macarrão               |
| Gorete Milagres      | Cobradora              |
| Babi Xavier          | Clotilde               |
| Raul Gazolla         | Zé Capeta              |
| Perfeito Fortuna     | Genásio                |
| João Camargo         | Jurema                 |
| Thierry Figueira     | X-9                    |
| Daniel Andrade       | Repórter               |
| Mario Gomes          | Roberto Monteiro       |
| André di Mauro       | Policial Texeira       |
| Marina Miranda       | Rogéria, mãe do Balada |
| Catarina Abdala      | Luiza                  |
| Nill Marcondes       | Peralta                |
| Roberta Santiago     | Repórter               |
| Vitor Hugo           | Fuzil                  |
| Elaine Babo          | Secretária             |
| Viviane Araújo       | Vivi                   |
| Sheila Mello         | Zenaide                |
| Franciely Freduzeski | Enfermeira             |
| Lígia Fagundes       | Repórter               |

### Nascemos para Cantar
Foi um especial exibido no fim de ano sobre a vida de Chitãozinho e Xororó.
| Ator                | Personagem            |
| ------------------- | --------------------- |
| Leonardo Vieira     | Seu Mário             |
| Vanessa Gerbelli    | Araci Lima            |
| Paulo Gorgulho      | Produtor              |
| Rodrigo Pasquale    | Xororó (adulto)       |
| Arlindo Lopes       | Chitãozinho (adulto)  |
| Jefferson Alcântara | Chitãozinho (criança) |
| Geovane Ortega      | Xororó (criança)      |

## 2012

### Rebeldes para Sempre
Rebeldes para Sempre é um especial de fim de ano da Record. Dirigido por Johnny Martins e apresentado por Cássio Reis, o especial exibe desde os bastidores da telenovela Rebelde até a vida pessoal dos integrantes do Rebeldes, grupo musical que se originou dentro da telenovela.
Elenco
| Ator             | Personagem   |
| ---------------- | ------------ |
| Cássio Reis      | Apresentador |
| Mel Fronckowiak  | Ela mesma    |
| Chay Suede       | Ele mesmo    |
| Lua Blanco       | Ela mesma    |
| Arthur Aguiar    | Ele mesmo    |
| Micael Borges    | Ele mesmo    |
| Sophia Abrahão   | Ela mesma    |
| Floriano Peixoto | Ele mesmo    |
| Margareth Boury  | Ela mesma    |
| Ivan Zettel      | Ele mesmo    |
| Rick Bonadio     | Ele mesmo    |

## 2013

### Nova Família Trapo
Nova Família Trapo é um especial de fim de ano da Record, roteirizado por Letícia Dornelles, recriação do humorístico Família Trapo, originalmente exibido no fim dos anos 1960 pela emissora. A direção é de Ignácio Coqueiro.
Elenco
| Ator               | Personagem                |
| ------------------ | ------------------------- |
| Rafael Cortez      | Quintino                  |
| Bárbara Borges     | Sharlene (Mulher Lasanha) |
| Patrycia Travassos | Gertrudes Trapo           |
| Raul Gazolla       | Ananias Pedreira          |
| Daniel Erthal      | Reginaldo Trapo           |
| Cacau Melo         | Creizilane Trapo          |
| Kátia Moraes       | Benigna dos Prazeres      |
| Paulo César Grande | Policial Sheeva           |

### Tá Tudo em Casa
Tá Tudo em Casa é um especial de fim de ano da Record, inicialmente chamado "Coisas de Casal". Direção de Edgard Miranda e texto de Letícia Dornelles.
João (Gustavo Rodrigues) abandona a carreira para ser dono de casa e cuidar dos filhos, enquanto Maria (Juliana Silveira), uma executiva de sucesso, toma as rédeas da família.
Elenco
| Ator                | Personagem  |
| ------------------- | ----------- |
| Juliana Silveira    | Maria       |
| Gustavo Rodrigues   | João        |
| Luciano Szafir      | Victor      |
| Angelina Muniz      | Mirtes      |
| Nicola Siri         | Joe         |
| Camila Rodrigues    | Ritinha     |
| Bia Montez          | Genoveva    |
| André De Biase      | Dr.Teobaldo |
| Cláudio Gabriel     | Machadão    |
| Bruno Chateaubriand | Bombom      |
| Antônia Fontenelle  | Gigi        |
| Matheus Lustosa     | Gabriel     |
| Beatriz Pontes      | Sofia       |

### Pa Pe Pi Po Pu
Pa Pe Pi Po Pu é um especial de fim de ano da Record, Texto de Rosana Hermann e Antonio Guerreiro. Direção de Pedro Antônio. A sigla significa Partido dos Personagens de Piadas Populares Públicas. Na história, os típicos personagens de piadas decidem se unir e sequestrar Hipócrates. O grupo resolve pedir como ‘resgate’ um texto que deverá ser lido num show de humor pelo filho dele, Mégacles. Acontece que Mégacles é sequestrado pelo bando de Picles.
Elenco
| Ator              | Personagem                   |
| ----------------- | ---------------------------- |
| Cássio Scapin     | Hipócrates                   |
| Fábio Nunes       | Mégacles                     |
| Gianne Albertoni  | Kátia (Loira)                |
| Sandro Rocha      | Delegado Fabinho             |
| Bruno Padilha     | Picles                       |
| Giselle Policarpo | Clara (Namorada de Mégacles) |
| Augusto Garcia    | Andrei                       |
| Stella Freitas    | Sogra                        |
| Babu Santana      | Bêbado                       |
| Iran Lima         | Caipira                      |
| Antônio Fragoso   | Comerciante                  |
| Ricardo Oshiro    | Japonês                      |
| Gillray Coutinho  | Português                    |
| Pedro Monteiro    | Joãozinho                    |
| Felipe Ruggeri    | Louco                        |
| Black Sun         | Capanga                      |

### Casamento Blindado
Casamento Blindado é um especial que conta a história de três casais (Antonio Carlos e Clarinha, Alan e Pillar e Diogo e Amanda). Através deles, o telespectador vai conhecer alegrias, batalhas e frustrações de seus relacionamentos.
Roteirizado por Bosco Brasil. A direção é de Del Rangel.
Elenco
| Ator                | Personagem     |
| ------------------- | -------------- |
| Guilherme Berenguer | Antonio Carlos |
| Renata Dominguez    | Clarinha       |
| Roger Gobeth        | Alan           |
| Adriana Garambone   | Pillar         |
| Ricky Tavares       | Diogo          |
| Pérola Faria        | Amanda         |
| Luíza Tomé          | Edna           |
| Eda Nagayama        | Wilma          |

### O Amor e a Morte
O Amor e a Morte é um especial de fim de ano da Record, um telefilme escrito por Marcílio Moraes com inspiração nos textos de Thomas Mann. Com direção de Marcos Altberg.
Elenco
| Ator               | Personagem  |
| ------------------ | ----------- |
| Floriano Peixoto   | Henrique    |
| Adriana Garambone  | Maria       |
| Thelmo Fernandes   | Ronaldo     |
| Giuseppe Oristânio | José Becker |
| Gabriel Gracindo   | Thomas      |
| Janaína Ávila      | Graça       |

### Noite de Arrepiar
Noite de Arrepiar é um especial de fim de ano da Record, roteirizado por Bosco Brasil. A direção é de Rudi Lagemann.
Elenco
| Ator              | Personagem                          |
| ----------------- | ----------------------------------- |
| Cristina Pereira  | Madame Vivi Pessoa Camargo          |
| André Mattos      | (Edilberto) Bob Carlos              |
| Bemvindo Sequeira | Macedônio Paranhos                  |
| Castrinho         | Professor Cosme (Codorna)           |
| Sílvio Guindane   | Matheus Paranhos Codorna Souza      |
| Robertha Portella | Miss Kiss                           |
| Solange Couto     | Justina Leal                        |
| Felipe Martins    | Mordomo/ Carteiro/ Capitão do barco |
| Verônica Debom    | Isabel Penafiel                     |

## 2014

### Manual Prático da Melhor Idade
É um telefilme exibido no especial de fim de ano da Record, escrito por Renê Belmonte e direção de Adolfo Rosenthal. Trata-se da história de quatro senhoras que se conhecem numa casa de repouso em Curitiba. Insatisfeitas em viverem longe de suas famílias decidem fugir e passar um fim de semana em Foz do Iguaçu.
Elenco
| Ator                   | Personagem |
| ---------------------- | ---------- |
| Íris Bruzzi            | Conceição  |
| Ittala Nandi           | Zuleica    |
| Stella Freitas         | Carlota    |
| Claudete Pereira Jorge | Minerva    |
| Juliana Didone         | Sofia      |
| Guilherme Winter       | Rafael     |
| Fernanda Cabral        | Yolanda    |

### Onde Está Você?
O telefilme Onde Está você?, inicialmente chamado de Marluce & Marcelly, faz parte do especial de fim de ano da Record, escrito por Carla Piske e direção geral de Johnny Araújo. A jornalista Trude Ribeiro (Cacau Mello) tenta auxiliar a vendedora de picolés Marluce (Angelina Muniz) encontrar sua filha.
Elenco
| Ator              | Personagem    |
| ----------------- | ------------- |
| Angelina Muniz    | Marluce       |
| Cacau Mello       | Trude Ribeiro |
| Camilo Bevilacqua | Félix         |
| Dedina Bernadelli | Josie         |
| Laís Said         | Marcelly      |
| Paulo Nigro       | Daniel        |
| Stella Freitas    | Carlota       |
| William Vita      | Caio          |

### Amor Custa Caro
O telefilme Amor Custa Caro faz parte do especial de fim de ano da Record, escrito por Renê Belmonte e direção de André Ristum. Durante as férias de verão em Búzios o jovem Vinícius (Pedro Cassiano) se apaixona por Raquel (Luíza Curvo). Contudo Raquel namora Claudinei (Guilherme Duarte), que insatisfeito com o término do namoro decide vingar-se de Vinícius.
Elenco
| Ator             | Personagem |
| ---------------- | ---------- |
| Pedro Cassiano   | Vinícius   |
| Luiza Curvo      | Raquel     |
| Lu Grimaldi      |            |
| Guilherme Duarte | Claudinei  |
| Nicola Siri      | Gerson     |

## 2019

### O Figurante
O Figurante é um especial de fim de ano da Record, estrelado por Eri Johnson, com texto de Cacau Hygino e Chico Amorim e direção de Ivan Zettel. O especial conta a história de Péricles, ou "Pequinho", figurante que em busca de uma oportunidade, acaba invadindo as gravações de O Canavial das Maçãs, uma espécie de "mininovela" exibida durante os intervalos da novela principal de uma emissora. No elenco da mininovela, estão a diva da TV Jacira Brandão, o ator canastrão Otacílio Leão, que vive as turras com Jacira, além da famosa blogueira Kitty Ferrão. Todos são liderados pelo estressado diretor Lupicío e pela atrapalhada produtora Janete.
Elenco
| Ator               | Personagem                  |
| ------------------ | --------------------------- |
| Eri Johnson        | Péricles (Pequinho / Pinta) |
| Giuseppe Oristanio | Diretor Lupício             |
| Angelina Muniz     | Jacira Brandão              |
| Bemvindo Sequeira  | Otacílio Leão               |
| Pérola Faria       | Kitty Carão                 |
| Inês Galvão        | Janete Buzina               |
| Beth Goulart       | Ela mesma                   |

## 2021

### Paredão dos Famosos Especial
Paredão dos Famosos Especial é um especial de fim de ano da Record, apresentado por Rodrigo Faro, sob direção de Rita Fonseca e Diego Oliveira. O especial é baseado num quadro do Hora do Faro, onde duas famílias disputam uma partida de jogo da velha com famosos, que ocupam cabines em um megapainel, representando as "casas" do jogo. A família que vencer poderá ganhar um prêmio de até R$ 20 mil. O quadro é baseado no extinto Jogo da Velha, exibido pela TV Globo enquanto era quadro do extinto Domingão do Faustão.
Elenco
2021
| Ator             | Personagem   |
| ---------------- | ------------ |
| Rodrigo Faro     | Apresentador |
| Carolina Ferraz  | Ela mesma    |
| Márcio Canuto    | Ele mesmo    |
| Ticiane Pinheiro | Ela mesma    |
| Helô Pinheiro    | Ela mesma    |
| Val Marchiori    | Ela mesma    |
| Wellington Muniz | Ceará        |
| Marcos Chiesa    | Bola         |
| Lucas Veloso     | Ele mesmo    |
| Gui Santana      | Ele mesmo    |
| Tirullipa        | Ele mesmo    |

2022
| Ator             | Personagem          |
| ---------------- | ------------------- |
| Rodrigo Faro     | Apresentador        |
| Fabíola Gadelha  | Ajudante da família |
| Rico Melquiades  | Ajudante da família |
| Paula Fernandes  | Ela mesma           |
| David Brazil     | Ele mesmo           |
| Val Marchiori    | Ela mesma           |
| Júlio Cocielo    | Ele mesmo           |
| Márvio Lúcio     | Carioca             |
| Marcos Chiesa    | Bola                |
| Gui Santana      | Ele mesmo           |
| Sérgio Mallandro | Ele mesmo           |
| Gabi Martins     | Ela mesma           |
| Marcelo Marrom   | Ele mesmo           |
| Tirullipa        | Ele mesmo           |

## 2023

### Record 70 Anos
O Record 70 Anos faz parte do especial de fim de ano da Record, apresentado por Ana Hickmann e Sérgio Aguiar. O programa trás uma coletânea de matérias especiais exibidas no Domingo Espetacular entre os meses de abril e setembro e outras inéditas sobre os setenta anos da emissora mais antiga em atividade no Brasil, contendo as entrevistas com ex-funcionários como Eliana, Chiquinho, Ana Maria Braga, Palmirinha, Faustão, Mara Maravilha, Carlos Alberto de Nóbrega, Raul Gil, Ratinho, Renato Aragão, Milton Neves, Ney Gonçalves Dias, Ronnie Von, Marcelo Costa e Claudete Troiano, além daqueles que ainda trabalhavam no canal e da mesma forma fazem parte da história da televisão como Adriane Galisteu, Christina Lemos, Roberto Cabrini, Rodrigo Faro, Reinaldo Gottino, Celso Freitas, Tom Cavalcante, os próprios apresentadores do especial e a cantora Wanderléa.

### Data original dos episódios[12]
| Data                    | Convidado / Programa                                                         |
| ----------------------- | ---------------------------------------------------------------------------- |
| 26 de fevereiro de 2023 | Ney Gonçalves Dias                                                           |
| 5 de março de 2023      | Ronnie Von                                                                   |
| 12 de março de 2023     | Celso Freitas                                                                |
| 19 de março de 2023     | Carlos Alberto de Nóbrega                                                    |
| 26 de março de 2023     | Eliana                                                                       |
| 2 de abril de 2023      | Milton Neves                                                                 |
| 9 de abril de 2023      | Marcelo Costa                                                                |
| 16 de abril de 2023     | Chiquinho                                                                    |
| 23 de abril de 2023     | Tom Cavalcante                                                               |
| 7 de maio de 2023       | Palmirinha                                                                   |
| 14 de maio de 2023      | Mara Maravilha                                                               |
| 21 de maio de 2023      | Ratinho                                                                      |
| 4 de junho de 2023      | Ana Hickmann                                                                 |
| 12 de junho de 2023     | Edição 1000 do Domingo Espetacular                                           |
| 18 de junho de 2023     | Wanderléa                                                                    |
| 26 de junho de 2023     | Ticiane Pinheiro                                                             |
| 2 de julho de 2023      | Raul Gil                                                                     |
| 23 de julho de 2023     | Parte do elenco de Escolinha do Barulho                                      |
| 30 de julho de 2023     | Ana Maria Braga                                                              |
| 6 de agosto de 2023     | Rodrigo Faro                                                                 |
| 14 de agosto de 2023    | César Filho                                                                  |
| 20 de agosto de 2023    | Renato Aragão e Dedé Santana                                                 |
| 27 de agosto de 2023    | Luiz Bacci                                                                   |
| 3 de setembro de 2023   | Roberto Cabrini                                                              |
| 10 de setembro de 2023  | Renata Alves                                                                 |
| 17 de setembro de 2023  | Adriane Galisteu                                                             |
| 24 de setembro de 2023  | Márcio Garcia                                                                |
| 8 de outubro de 2023    | Faustão                                                                      |
| 29 de dezembro de 2023  | Melhores momentos e entrevistas inéditas com Sérgio Aguiar e Christina Lemos |

## 2024

### Acerte ou Caia: Especial de Natal
Apresentado por Tom Cavalcante, é uma edição especial do dominical Acerte ou Caia!, sendo exibido em 25 de dezembro de 2024, onde 11 celebridades tem 30 segundos para adivinhar a charada apresentada. A cada acerto, o participante recebe um valor em dinheiro, podendo dobrar o prêmio se chegar à pergunta final, eliminando todos os seus adversários, que caem em um buraco. Agora, caso o competidor erre a charada, ele mesmo cai no buraco.

### Elenco
- Dani Souza
- Gracyanne Barbosa
- Guilherme Dellorto
- Paulinho Vilhena
- Milena Toscano
- Jaqueline
- Kally Fonseca
- Matheus Ceará
- Mirella Santos
- Reinaldo Gottino
- Tierry